# Синее (озеро на российско-латвийской границе)
Синее (в Латвии латыш. Zilezers — Зилэзерс) — озеро на российско-латвийской границе.
Северная и восточная части водоёма относятся к Пограничной волости Красногородского района Псковской области России, небольшая юго-восточная часть — к сельскому поселению Себежское Себежского района той же области (в России — под названием Синее); юго-западная часть — к Циблскому краю Латвии (там известно под названием Зилэзерс).
Площадь — 1,9 км² (190,0 га), в том числе Латвии принадлежат 1,1 км² (57 %), России — 0,8 км² (81,8 га или 43 %). Максимальная глубина — 6,0 м, средняя глубина — 4,0 м. Площадь водосборного бассейна — 1300 км².
Проточное. Относится к бассейну реки Синяя (Зилупе) (через реку Перновка), притока реки Великая.
Тип озера лещёво-уклейный. Массовые виды рыб: лещ, щука, плотва, окунь, ёрш, карась, уклея, густера, красноперка, язь, налим, линь, вьюн, щиповка, пескарь.
Для озера характерны: берега большей частью заболочены, дно песчано-илистое, в литорали — песок, заиленный песок, ил; в русловой части р. Синяя — песок, камни.